# A33高速公路
A33高速公路是法国东北部的其中一条高速公路，也是欧洲高速公路网中E23的一部分。

## 线路
该公路长约27 km，连接南锡和Dombasle-sur-Meurthe。从吕内维尔以后，高速编号改为N333至Blâmont。A33由国道4号（N4）升级改建而成，现称N4a。